# Pål Bang-Hansen
Pål Bang-Hansen (29 de julio de 1937 - 25 de marzo de 2010) fue un noruego actor, director de cine, guionista y crítico de cine. Es especialmente conocido como personalidad televisiva y experto en cine en la Norwegian Broadcasting Corporation, liderando el programa televisivo de cine Filmmagasinet durante más de treinta años.

## Primeros años y carrera
Bang-Hansen nació en Oslo, hijo del escritor Odd Bang-Hansen (1908–1984) y la médica Elise Aas. Estuvo casado con Oddbjørg Havik y fue hermano del actor y director teatral Kjetil Bang-Hansen (nacido en 1940). Desde joven participó regularmente en obras de teatro radiofónico para niños. Entre sus personajes principales estaba el detective "Blomkvist" en adaptaciones de libros infantiles de Astrid Lindgren (la serie Bill Bergson). Hizo su debut cinematográfico como niño, interpretando al personaje "Sofus" en la película de Arne Skouen Gategutter de 1949. Interpretó a "Tom" en la película infantil Tom og Mette på sporet de 1952, dirigida por Lauritz Falk, basada en un libro de su padre Odd Bang-Hansen. Después de terminar su examen artium en 1957, trabajó durante un tiempo en comerciales de cine. Estudió cine en Italia en el Centro Sperimentale di Cinematografia, la escuela nacional de cine italiana, de 1959 a 1961, y pasó un año en la industria cinematográfica italiana. Fue periodista y crítico de cine para el periódico Arbeiderbladet de 1962 a 1966.

## Director de cine
Bang-Hansen dirigió seis películas. Su primera producción cinematográfica fue Skrift i sne (Guión en la nieve) de 1966. Produjo la película de agentes Douglas en 1970. Su película satírica Norske byggeklosser (1972) fue un gran éxito. En 1973 hizo la película Kanarifuglen y en 1974 el thriller Bortreist på ubestemt tid, basado en una novela policíaca de Sigrun Krokvik. Su última película fue el drama político Kronprinsen de 1979, basado en una historia real, con Bjørn Sundquist haciendo su debut en el papel principal.

## Crítico de cine
A pesar de su éxito como cineasta, Bang-Hansen ha sido conocido durante varias generaciones en Noruega como uno de los principales críticos de cine del país, trabajando en esa capacidad para la Norwegian Broadcasting Corporation (NRK) durante cuarenta años, de 1967 a 2007. Fue presentador del programa regular de televisión Filmmagasinet de 1966 a 1989. Otro de sus programas de cine fue I objektivet de 1969 a 1976, donde presentaba películas más especiales al público. En su rol en NRK fue el único presentador de cine en la televisión noruega durante décadas.
Bang-Hansen informó regularmente desde festivales de cine en Europa, notablemente desde el Festival de Cannes durante más de cuarenta años consecutivos, y también desde el Festival de Cine de Berlín y los Días de Cine Nórdico de Lübeck. A lo largo de los años, realizó entrevistas con Alfred Hitchcock, Gina Lollobrigida, Peter Sellers y Jodie Foster. Es el único noruego que ha entrevistado a John Lennon.

## Escritor
Entre sus libros se encuentran Dager med Douglas de 1970, 24 ganger i sekundet de 1988 y Norske filmplakatar 1917–1988 de 1989. También ha escrito libros de viaje. Entre sus obras póstumas se encuentra un guion sobre un grupo de resistencia encubierto de la Segunda Guerra Mundial, una rama de la organización clandestina XU.

## Premios
Bang-Hansen recibió el premio honorífico Gullruten en 2001. En 2002 recibió el Premio Honorífico Amanda, compartido con Rolv Wesenlund. Recibió la estatuilla Aamot en 2009. Poco antes de su muerte, en marzo de 2010, recibió la orden Den Hvide Knap del teatro Teater Neuf de la Norwegian Students' Society en Oslo.
Murió en marzo de 2010, después de ser diagnosticado con cáncer de piel una semana antes.

## Filmografía seleccionada
- Trost i taklampa (1955)
- Kvinnens plass (1956)
- Skrift i sne (1966)
- Douglas (1970)
- Norske byggeklosser (1972)
- Kanarifuglen (1973)
- Bortreist på ubestemt tid (1974)
- Kronprinsen (1979)